# Орисон
«Орисон» (англ. «Orison») — седьмой эпизод седьмого сезона сериала «Секретные материалы». Является продолжением тринадцатого эпизода второго сезона «Неотразимый» (англ. «Irresistible») и входит в число «монстров недели».

## Сюжет
Действие разворачивается в тюрьме в штате Иллинойс, из которой при странном стечении обстоятельств сбежал Донни Фэстер — серийный убийца, фетишист, имеющий склонности к некрофилии. Малдер и Скалли приступают к расследованию дела: именно благодаря им несколько лет назад Фэстер был заключён под стражу.
В ходе расследования под подозрением в организации побега оказывается священник Орисон, владеющий техникой гипноза. Фэстер начинает преследовать Скалли, так как именно она не стала его жертвой. Тем временем Скалли сталкивается со странными совпадениями, которые заставляют её задуматься о природе зла и Бога.

## В ролях
- Джиллиан Андерсон в роли агента Даны Скалли
- Дэвид Духовны в роли агента Фокса Малдера
- Ник Чинланд в роли Донни Фэстера
- Скотт Уилсон в роли преподобного Орисона

По поводу первоначального кастинга Ника Чинлунда на роль Фэстера в эпизод «Неотразимый», Крис Картер сказал: «Я считаю, что из него вышел превосходный жуткий злодей. Кастинг был очень сложным. Мы отсмотрели множество актеров, но я все искал в них нечто, чему не мог дать определение. В конце концов я понял, что это было, когда на пробы пришел Ник: у него какая-то особая форма андрогинности, которая потрясает. Мне показалось, что он выглядит как студент-первокурсник, при этом ему удается напугать вас до смерти». По словам Наттера: «Мне понравилось работать с Ником Чинлундом. Парень был в моих руках, как пластилин. Он был просто великолепен! Если вы ищете кого-то, чтобы подчеркнуть странность характера персонажа, он это сделает блестяще!».